# Ectropis exportaria
Ectropis exportaria là một loài bướm đêm trong họ Geometridae.